# Tore Eriksson
Tore Eriksson (Transtrand, 1937. augusztus 7. – 2017. február 17.) olimpiai bronzérmes svéd sílövő.

## Pályafutása
A 4 × 7,5 km-es váltó tagjaként 1966-ban és 1967-ben bronzérmet szerzett a világbajnokságon. Az 1968-as grenoble-i téli olimpián bronzérmes lett a váltóval.

## Sikerei, díjai
- Olimpiai játékok – 4 x 7,5 km-es váltó
  - bronzérmes: 1968, Grenoble
- Világbajnokság – 4 x 7,5 km-es váltó
  - bronzérmes (2): 1966, 1967